# Trục Saxon

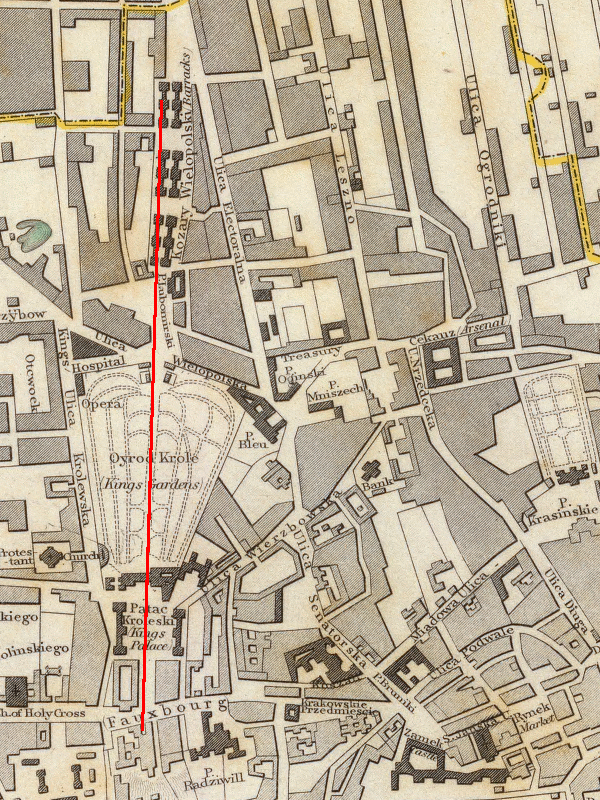
Trục Saxon được đánh dấu trên bản đồ Warsaw năm 1831

Trục Saxon (tiếng Ba Lan: Oś Saska) là một đặc điểm của trung tâm thành phố lịch sử của Warsaw. Đó là một đường chạy từ Vistula qua Dinh Tổng thống, Krakowskie Przingmieście, Quảng trường Saxon, Cung điện Saxon, Vườn Saxon, Cung điện Lubomirski đến Plac Żelaznej Bramy.
Ý tưởng này lần đầu tiên được đề xuất bởi August II của Ba Lan, người dự định xây dựng một cung điện Hoàng gia rộng lớn được bao quanh bởi một khu vườn kiểu Pháp. Kế hoạch này dựa trên thiết kế baroque của Cung điện Versailles một cách lỏng lẻo và là để bao quát một phần lớn của thành phố Warsaw ngày nay. Khái niệm chính, đặt tên cho khu vực hiện đại của thành phố, đã giả định việc xây dựng Cung điện Saxon, với những khu vườn kéo dài sang hai bên dọc theo một trục duy nhất chạy chính xác đến giữa.
Từ năm 1713 đến 1726, nhà vua đã mua 28 lô đất trong khu vực và mời Matthäus Daniel Pöppelmann và Johann Christoph Naumann để thiết kế quy hoạch đô thị. Tuy nhiên, những khó khăn tài chính khiến kế hoạch không bao giờ thành hiện thực. Vườn Saxon và Cung điện Saxon đã được xây dựng, nhưng việc phá hủy theo kế hoạch của Cung điện Lubomirski tại Cung điện Żelaznej Bramy đã bị hủy bỏ sau cái chết của August vào năm 1733.
Trong Thế chiến II và Cuộc nổi dậy Warsaw năm 1944, tất cả các tòa nhà dọc theo trục đã bị người Đức phá hủy. Sau chiến tranh, Cung điện Saxon không được xây dựng lại. Tuy nhiên, khu vườn đã được tân trang lại và Cung điện Lubomirski bị phá hủy trước đó đã được xây dựng lại, nhưng đã được xoay để phù hợp với sơ đồ thế kỷ 18. Trong thời gian gần đây, Thư viện Đại học Warsaw tại Vistula bên dưới lối đi qua sông đã được thêm vào danh sách các tòa nhà với lối vào chính dọc theo trục, và một tấm thẻ vàng lớn được đặt ở vỉa hè phía trước nó đánh dấu đường chạy qua thành phố trung tâm.